# Saint-Sulpice-le-Dunois
Saint-Sulpice-le-Dunois este o comună în departamentul Creuse din centrul Franței. În 2009 avea o populație de 643 de locuitori.

## Evoluția populației
| An        | 1975 | 1982 | 1990 | 1999 | 2006 | 2009 |
| --------- | ---- | ---- | ---- | ---- | ---- | ---- |
| Populație | 795  | 750  | 698  | 634  | 637  | 643  |